# Гилья, Оскар (художник)
Оскар Гилья (итал. Oscar Ghiglia; 23 августа 1876, Ливорно — 14 июня 1945, Флоренция) — итальянский художник. Отец художника Валентино Гильи (1903—1960), дед гитариста Оскара Гильи.
Учился в Ливорно у Уго Манарези, затем, после переезда во Флоренцию в 1900 г., у Джованни Фаттори вместе с Амедео Модильяни (их переписка 1901 года — ценный биографический источник). В 1901 году дебютировал на международной выставке в Венеции, представив автопортрет, и в последующие семь лет работал преимущественно в портретном жанре. В это же время примкнул к кругу символистского журнала «Леонардо» Джованни Папини и Арденго Соффичи, испытав влияние Арнольда Бёклина и Франца фон Штука, затем, после поездки в Париж в 1903 году, Валлотона и Вюйяра, а в 1909 году надолго сблизился с коллекционером и меценатом Густаво Сфорни, пропагандистом творчества Сезанна, и это тоже не прошло для манеры Гильи даром. Однако с этого периода жизнь Гильи становится всё менее публичной, на время Первой мировой войны он вообще уединяется в городке Кастильончелло, а по окончании войны воспринимается уже как представитель ушедшей эпохи.